# Nížebohy
Nížebohy je vesnice, část města Budyně nad Ohří v okrese Litoměřice. Nachází se asi 3,5 km na východ od Budyně nad Ohří. Prochází zde silnice II/246. V roce 2009 zde bylo evidováno 92 adres. V roce 2011 zde trvale žilo 165 obyvatel.
Nížebohy je také název katastrálního území o rozloze 3,56 km2.

## Historie
Nejstarší písemná zmínka pochází z roku 1262.

## Obyvatelstvo
|           | 1869 | 1880 | 1890 | 1900 | 1910 | 1921 | 1930 | 1950 | 1961 | 1970 | 1980 | 1991 | 2001 | 2011 |
| --------- | ---- | ---- | ---- | ---- | ---- | ---- | ---- | ---- | ---- | ---- | ---- | ---- | ---- | ---- |
| Obyvatelé | 169  | 231  | 239  | 218  | 309  | 346  | 328  | 268  | 266  | 221  | 184  | 151  | 159  | 165  |
| Domy      | 35   | 38   | 42   | 49   | 61   | 70   | 80   | 86   | 76   | 73   | 67   | 78   | 86   | 86   |

## Památky
- Kostel svatého Martina – novorenesanční stavba podle projektu architekta Antonína Barvitia z let 1877–1879, vysvěcen roku 1883
- barokní statek čp. 18